# Maria Brukalska
Maria Apolonia Brukalska – polska architektka, w latach 1991–1999 Mazowiecki Wojewódzki Konserwator Zabytków, a w 2001 p.o. Mazowieckiego Wojewódzkiego Konserwatora Zabytków.

## Życiorys
Była synową architektów Barbary i Stanisława Brukalskich. W latach 1964–1983 projektowała budynki użyteczności publicznej oraz obiekty sportowe w pracowniach architektonicznych w Paryżu i Algierze, zaś w latach 1983–1987 była adiunktem na Wydziale Architektury Politechniki w Algierze. Wraz z Baltazarem Brukalskim zaprojektowała zrealizowaną w latach 1986–1988 przebudowę modernistycznej willi Stanisława i Barbary Brukalskich przy ul. Niegolewskiego 8 w Warszawie.
W latach 1991–1999 pełniła urząd Mazowieckiego Wojewódzkiego Konserwatora Zabytków. W okresie tym ochroną konserwatorską poprzez wpis do rejestru zabytków objęła między innymi Kamionkowskie Błonia Elekcyjne w otulinie parku Skaryszewskiego w Warszawie. W 1999 zastąpił ją Andrzej Wojciechowski i w okresie jego urzędowania pełniła funkcję zastępcy wojewódzkiego konserwatora zabytków. Po odwołaniu Wojciechowskiego w marcu 2001 do czasu wyboru Ryszarda Głowacza pełniła funkcję p.o. Mazowieckiego Wojewódzkiego Konserwatora Zabytków. Jako p.o. Mazowieckiego Wojewódzkiego Konserwatora Zabytków miała wydać zgodę na kontrowersyjną przebudowę zabytkowej willi przy ul. Narbutta 1, której projektantem był Maksymilian Goldberg.
Od 2013 jest vice prezesem Zarządu Stowarzyszenia Żoliborzan i zasiada w jury Nagrody im. Barbary i Stanisława Brukalskich dla najlepszej inwestycji budowlanej Żoliborza.